# Заготскот (Вологодская область)
Заготскот — упразднённый в 2021 году посёлок в Бабаевском районе Вологодской области России. Включён в черту города Бабаево.

## Этимология названия
Название происходит от баз заготовки скота «Заготскот», организованных в СССР в 1940-х годах.

## География
Расстояние по автодороге до районного центра Бабаево — 2 км. Ближайшие населённые пункты — Бабаево, Колпино.

## История
Входил в городское поселение город Бабаево, с точки зрения административно-территориального деления — в Володинский сельсовет.
Постановлением Правительства Вологодской области от 18 октября 2021 года упразднён и к 1 декабря 2021 года включён в черту города Бабаево.

## Население
По данным переписи в 2002 году постоянного населения не было.